# مسجد كوهرشاد
مسجد كوهرشاد (بالفارسية: مسجد گوهرشاد) من بين المساجد الإسلاميّة التي نالت شرفًا خاصًّا مسجد جامع گوهرشاد، بسبب مجاورته للحضرة الرضوية.
وقد زادت قبة المسجد الشامخة فوق رواق المسجد من فخامة هذا المبنى. ويبلغ ارتفاع القبة حوالي 41 مترًا، والمساحة الفارغة بين غطائي القبة 10 أمتار. تم تزيين الجزء الخارجي منه بالطوب المزجج ونقش بالخط الكوفي. وعلى جانبي هذا الرواق أقيمت مئذنتان بارتفاع 43 مترا عن أرضية الجامع وعليهما عدة نقوش. تبلغ مساحة مسجد كوهرشاد 2800 متر مربع، وتبلغ مساحة البنية التحتية له 9410 متر مربع.

## تاريخ

### بناءه
وهو أفخم مسجد في المنطقة المقدسة وأجملها بناءً وزخرفة، قد تطوّعت ببنائه الأميرة كوهرشاد بيكم زوجة شاه رخ بن تيمورلنك سنة 821هـ.

### تصميمه
ويمكن أن يُعدّ هذا المسجد الواسع صحنًا جنوبيًّا للحرم الرضويّ الشريف، واقعًا بين قبر الشيخ البهائي وصحن الإمام الخميني، ممتدًّا إلى 95 مترًا طولًا و 84 مترًا عرضًا. يتّصل ضلعه الشماليّ عن طريق بابين رئيسيّين بدار الحفّاظ ودار السيادة، ومنهما يتّصل بالحرم المطهّر، ومن جهته الشرقيّة يحدّه صحن الإمام الخمينيّ، فيما يحدّه من جهته الغربيّة قبر الشيخ البهائي وصحن الجمهورية.
ولهذا المسجد الشامخ صحنٌ واسع في وسطه يحتضن حوضًا مائيًّا كبيرًا، ويقع على كلّ ضلع من أضلاعه الأربعة لهذا الصحن إيوان كبير جميل على طرفَيه إيوانان صغيران، كلّها تتّصل بالمساجد المسقوفة التابعة لمسجد گوهرشاد.
أكبر هذه الأواوين وأجملها «إيوان المقصورة» الواقع في الضلع الجنوبيّ للمسجد، وهو بناء ضخم ارتفاعه 25 مترًا، غُشي بالقاشانيّ الجميل، وعلى حافّته كُتبت آيات من القرآن الكريم بأحرف واضحة جميلة. يُفتح هذا الإيوان الجنوبيّ على أحد المساجد الجميلة، يضمّ إليه منبرًا مصنوعًا بشكلٍ خاصّ، لم يُعمَل فيه مسمارٌ قطّ، قد أُعدّ من الخشب المنبّت الفاخر بأربع عشرة درجة، يُعرف بـ «منبر صاحب الزمان»، يُظنّ أنّه نُصب في هذا المسجد قبل 300 سنة تقريبًا.
وتعلو هذا المسجد قبّةٌ زرقاء كبيرة، قطرها الداخلي يبلغ 15 مترًا،

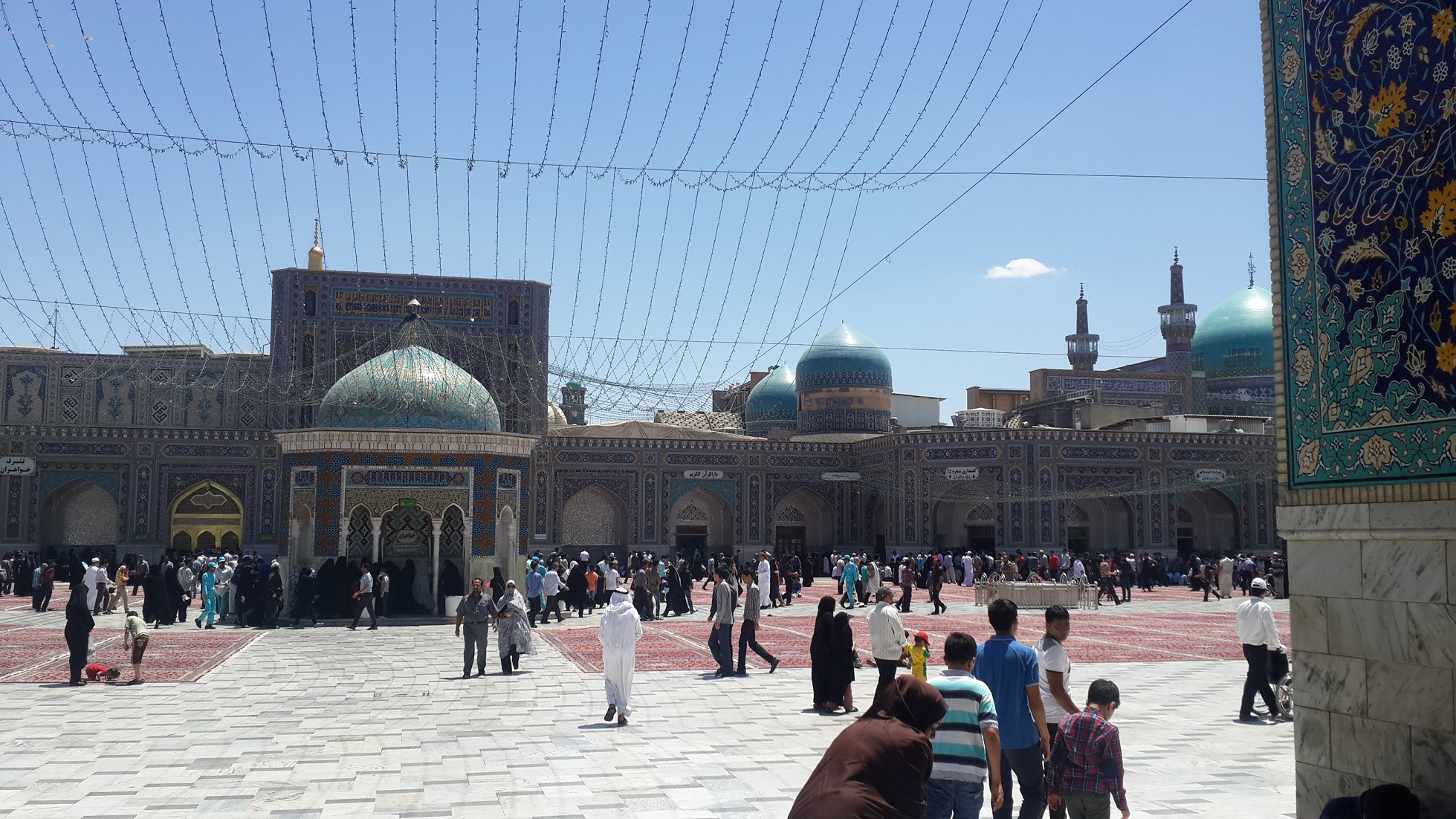
مسجد كوهرشاد في خراسان

تقوم إلى جانب القبّة منارتان شامختان مكسوّتان بالرخام أزرق، يبلغ ارتفاعهما 140 قدمًا، فيما يكون ارتفاع القبّة الزرقاء 87 قدمًا. ومدخل المسجد من جهة الصحن مكسوّ بالرخام الجميل الدقيق الصنع الذي كُتبت عليه أسماء الله الحسنى.
وبالإضافة إلى أنّ هذا المسجد المبارك يموج طوال السنة بالزائرين المصلّين، فهو ـ ومنذ أمد بعيد إلى يومنا هذا ـ تُلقى فيه الدروس والمعارف الإسلاميّة من قبل المجتهدين والعلماء، كما تُعقد فيه مجالس الوعظ ومجالس ذكر أهل البيت عليهم السّلام طوال العام في مناسباتهم الشريفة سلام الله عليهم.

### تخريبه ثم تجديده
وقد تعرّضت لقصف الجيش الروسي الغاشم سنة 1330هـ فأصابها ما أصابها، ثمّ عُمّرت عام 1960م، وهي تُرى اليوم شامخة بأشكالها المورّدة وعبارات التوحيد والنبوّة والولاية.

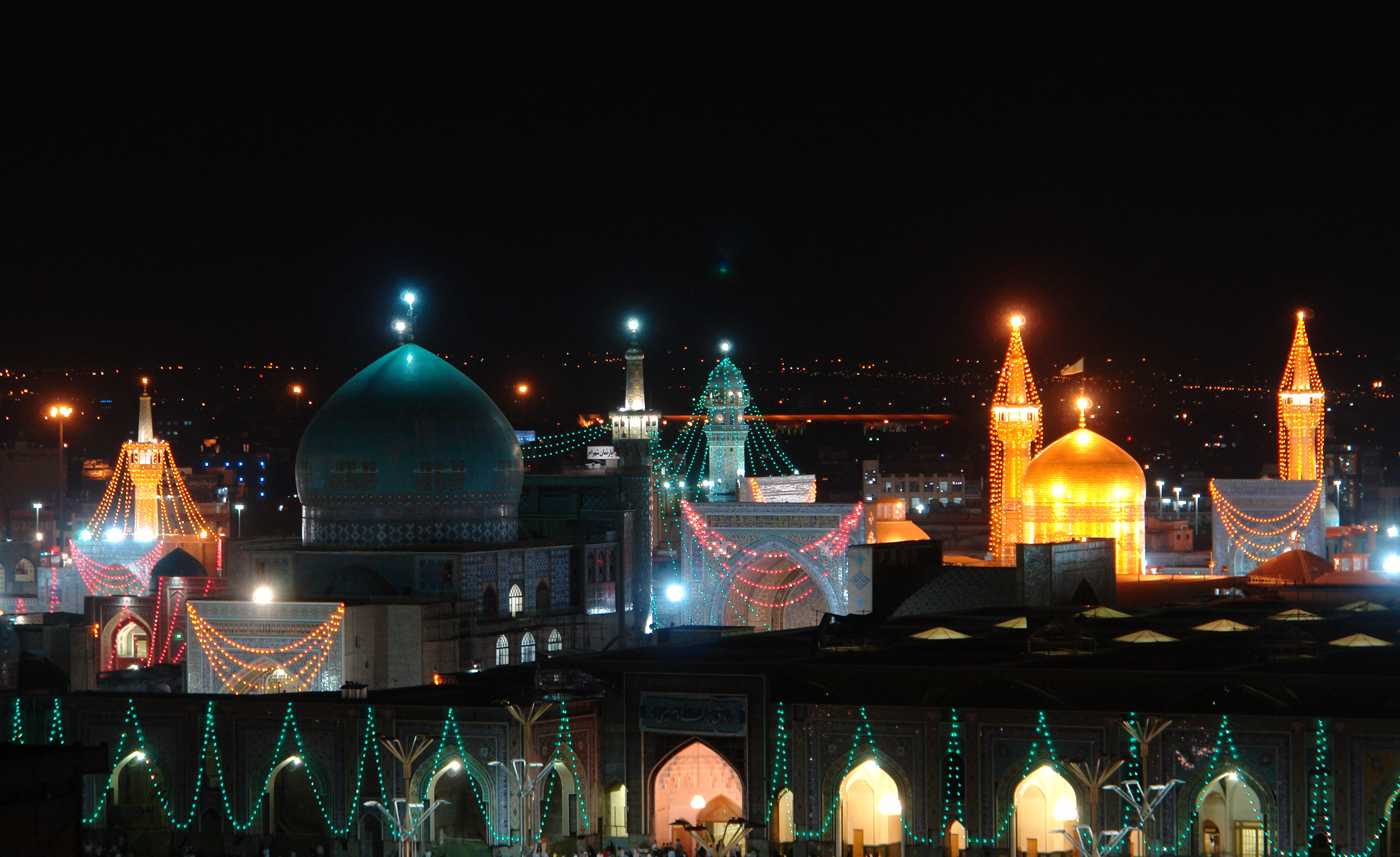
صورة ليلية من مسجد كوهر شاد و الحضرة الرضوية.